# Drömmer i färg
Drömmer i färg är Christer Sandelins andra studioalbum som soloartist, utgivet i november 1990. Albumet utgavs på LP, CD och kassettband.

## Låtlista
1. Kom in i mitt liv – 4:09
2. Jag tror hon inte vet – 4:27
3. Drömmer i färg – 4:38
4. En känsla jag har – 3:43
5. Håll om mej – 4:17
6. Två själar – 4:54
7. Du är den kvinnan – 4:36
8. Min bästa vän – 3:49
9. På skilda håll – 4:06
10. Mmm... om jag frågar dej – 3:54
11. Jag vill tala om (för hela världen) – 4:03
12. Jag hade så fel en människa kan ha – 3:13